# John Ozro Corliss
Pour les articles homonymes, voir Corliss.
John Ozro Corliss, né le 23 février 1922 à Coats (Kansas) et mort le 21 décembre 2014 à Philadelphie, est un protozoologiste et microbiologiste américain,,,.
Il a été fait docteur honoris causa de l'université Blaise-Pascal (Clermont-Ferrand II) en 1972.

## Publications
- (en) B.M. Honigberg, W. Balamuth, E.C. Bovee, J.O. Corliss, M. Gojdics, R.P. Hall, R.R. Kudo, N.D. Levine, A.R. Loeblich Jr., J. Weiser & D.H. Wenrich, "A revised classification of the phylum Protozoa", Journal of Protozoology, Vol.11, No.1, February 1964, p.7-20. DOI 10.1111/j.1550-7408.1964.tb01715.x
- (en) John O. Corliss, "The Value of Ontogenetic Data in Reconstructing Protozoan Phylogenies", Transactions of the American Microscopical Society, Vol.87, No.1, January 1968, p.1-20. JSTOR:3224333
- (en) John O. Corliss, "Time for Evolutionary Biologists to Take More Interest in Protozoan Phylogenetics?", Taxon, Vol.23, No.4, August 1974, p.497-522. JSTOR:1218772
- (en) John O. Corliss, "A Salute to Fifty-Four Great Microscopists of the Past : A Pictorial Footnote to the History of Protozoology", Part I, Transactions of the American Microscopical Society, Vol.97, No.4, October 1978, p.419-458. JSTOR:3226162
- (en) John O. Corliss, "A Salute to Fifty-Four Great Microscopists of the Past : A Pictorial Footnote to the History of Protozoology", Part II, Transactions of the American Microscopical Society, Vol.98, No.1, January 1979, p.26-58. JSTOR:3225939
- (en) N.D. Levine, J.O. Corliss, F.E.G. Cox, G. Deroux, J. Grain, B.M. Honigberg, G.F. Leedale, A.R. Loeblich III, J. Lom, D. Lynn, E.G. Merinfeld, F.C. Page, G. Poljansky, V. Sprague, J. Vávra & F.G. Wallace, "A newly revised classification of the Protozoa", Journal of Protozoology, Vol.27, No.1, February 1980, p.37-58. DOI 10.1111/j.1550-7408.1980.tb04228.x
- (en) John O. Corliss, "What are the taxonomic and evolutionary relationships of the protozoa to the Protista?", BioSystems, Vol.14, No.3-4, 1981, p.445-459. DOI 10.1016/0303-2647(81)90049-6
- (en) John O. Corliss, "Consequences of Creating New Kingdoms of Organisms", BioScience, Vol.33, No.5, May 1983, p.314-318. JSTOR:1309318
- (en) John O. Corliss, "A Puddle of Protists", The Sciences, Vol.23, No.3, May-June 1983, p.34-39. DOI 10.1002/j.2326-1951.1983.tb02614.x
- (en) John O. Corliss, "The kingdom Protista and its 45 phyla", BioSystems, Vol.17, No.2, 1984, p.87-126. DOI 10.1016/0303-2647(84)90003-0
- (en) John O. Corliss, "The Kingdoms of Organisms : From a Microscopist's Point of View", Transactions of the American Microscopical Society, Vol.105, No.1, January 1986, p.1-10. JSTOR:3226544
- (en) John O. Corliss, "Protistan phylogeny and eukaryogenesis", International Review of Cytology, Vol.100, 1987, p.319-370. DOI 10.1016/S0074-7696(08)61703-9
- (en) John O. Corliss, "The Protozoon and the Cell : A Brief Twentieth-Century Overview", Journal of the History of Biology, Vol.22, No.2, June 1989, p.307-323. DOI 10.1007/BF00139516
- (en) John O. Corliss, "Protistan diversity and origins of multicellular/multitissued organisms", Bolletino di zoologia, Vol.56, No.3, 1989, p.227-234. DOI 10.1080/11250008909355646
- (en) John O. Corliss, "The impact of the "Blue Bible" (Calkins & Summers, 1941) on the twentieth-century protozoology", Revista de la Sociedad Mexicana de Historia Natural, Vol.42, 1991, p.37-41. [lire en ligne]
- (en) John O. Corliss, "Historically important events, discoveries, and works in protozoology from the mid-17th to the mid-20th century", Revista de la Sociedad Mexicana de Historia Natural, Vol. 42, 1991, p.45-81. [lire en ligne]
- (en) John O. Corliss, "Should there be a separate code of nomenclature for the protists?", BioSystems, Vol.28, No.1-3, 1992, p.1-14. DOI 10.1016/0303-2647(92)90003-H
- (en) John O. Corliss, "An interim utilitarian (“user-friendly”) hierarchical classification and characterization of the protists", Acta Protozoologica, Vol.33, No.1, February 1994, p.1-51. [lire en ligne]
- (en) John O. Corliss, "The place of the protists in the microbial world", United States Federation for Culture Collections Newsletter, Vol.24, No.3, 1994, p.1-6.
- (en) John O. Corliss, "The need for a new look at the taxonomy of the protists", Revista de la Sociedad Mexicana de Historia Natural, Vol.45, 1995 p.27-35. [lire en ligne]
- (en) John O. Corliss, "The ambiregnal protists and the Codes of nomenclature : a brief review of the problem and of proposed solutions", Bulletin of Zoological Nomenclature, Vol.52, No.1, 1995, p.11-17. DOI 10.5962/bhl.part.6717
- (en) John O. Corliss, "Some Important Anniversaries en the History of Protozoology", Revista de la Sociedad Mexicana de Historia Natural, Vol.47, 1997, p.5-17. [lire en ligne]
- (en) John O. Corliss, "Haeckel's Kingdom Protista and Current Concepts in Systematic Protistology", Stapfia, Vol.56 : Welträtsel und Lebenswunder - Ernst Haeckel - Werk, Wirkung und Folgen, 1998, p.85-104. [lire en ligne]
- (en) John O. Corliss, "Protists", in The New Encyclopædia Britannica, 15th edition, Macropædia Knowledge in Depth, Volume 26, Chicago, 1998, p.268-278.  (ISBN 0-85229-663-0) [résumé]
- (en) John O. Corliss, "Biodiversity, Classification and Numbers of Species of Protists", in Peter H. Raven & Tanya Williams (ed.), Nature and Human Society : The Quest for a Sustainable World, National Academy Press, Washington D.C., 2000, p.130-155.  (ISBN 0-309-06555-0)
- (en) John O. Corliss, "Protists Systematics", in Encyclopedia of Life Sciences (eLS), April 19, 2001. DOI 10.1038/npg.els.0003153
- (en) John O. Corliss, "Protozoan Cysts and Spores", in Encyclopedia of Life Sciences (eLS), April 19, 2001. DOI 10.1038/npg.els.0001934
- (en) John O. Corliss, "Protozoan Evolution and Phylogeny", in Encyclopedia of Life Sciences (eLS), June 20, 2001. DOI 10.1038/npg.els.0001935
- (en) Fernando Dini & John O. Corliss, "Protozoan Sexuality", in Encyclopedia of Life Sciences (eLS), April 19, 2001. DOI 10.1038/npg.els.0001938
- (en) John O. Corliss, "Protozoan Taxonomy and Systematics", in Encyclopedia of Life Sciences (eLS), April 19, 2001. DOI 10.1038/npg.els.0001925
- (en) John O. Corliss, "Have the Protozoa Been Overlooked?", BioScience, Vol.51, No.6, June 2001, p.424-425. [lire en ligne]
- (en) John O. Corliss, "A Salute to Antony van Leeuwenhoek of Delft, Most Versatile 17th Century Founding Father of Protistology", Protist, Vol.153, No.2, June 2002, p.177-190. DOI 10.1078/1434-4610-00096
- (en) John O. Corliss, "Biodiversity and Biocomplexity of the Protists and an Overview of Their Significant Roles in Maintenance of Our Biosphere", Acta Protozoologica, Vol.41, No.3, August 2002, p.199-219. [lire en ligne]
- (en) John O. Corliss, "Why the World Needs Protists!", The Journal of Eukaryotic Microbiology, Vol.51, NO.1, 2004, p.8-22. DOI 10.1111/j.1550-7408.2004.tb00156.x